# Olympische Sommerspiele 1996/Radsport – Mountainbike (Frauen)
Das Mountainbikerennen der Frauen bei den Olympischen Spielen 1996 in Atlanta fand am 30. Juli 1996 statt. Austragungsort war der Georgia International Horse Park.

## Ergebnisse
| Rang            | Athletin            | Nation             | Zeit      |
| --------------- | ------------------- | ------------------ | --------- |
| 1               | Paola Pezzo         | Italien            | 1:50:51 h |
| 2               | Alison Sydor        | Kanada             | 1:51:58 h |
| 3               | Susan DeMattei      | Vereinigte Staaten | 1:52:36 h |
| 4               | Gunn-Rita Dahle     | Norwegen           | 1:53:50 h |
| 5               | Elsbeth Vink        | Niederlande        | 1:54:38 h |
| 6               | Annabella Stropparo | Italien            | 1:55:56 h |
| 7               | Regina Marunde      | Deutschland        | 1:57:21 h |
| 8               | Kathleen Lynch      | Neuseeland         | 1:57:40 h |
| 9               | Eva Orvošová        | Slowakei           | 1:57:56 h |
| 10              | Juli Furtado        | Vereinigte Staaten | 1:58:32 h |
| 11              | Laurence Leboucher  | Frankreich         | 1:59:00 h |
| 12              | Daniela Gassmann    | Schweiz            | 1:59:11 h |
| 13              | Lesley Tomlinson    | Kanada             | 2:01:04 h |
| 14              | Alla Jepifanowa     | Russland           | 2:01:35 h |
| 15              | Mary Grigson        | Australien         | 2:02:38 h |
| 16              | Silvia Fürst        | Schweiz            | 2:03:04 h |
| 17              | Erica Green         | Südafrika          | 2:03:06 h |
| 18              | Kateřina Neumannová | Tschechien         | 2:04:03 h |
| 19              | Kateřina Hanušová   | Tschechien         | 2:04:05 h |
| 20              | Laura Blanco        | Spanien            | 2:04:20 h |
| 21              | Lenka Ilavská       | Slowakei           | 2:04:43 h |
| 22              | Deborah Murrell     | Großbritannien     | 2:04:44 h |
| 23              | Kanako Tanikawa     | Japan              | 2:05:44 h |
| 24              | Sandra Temporelli   | Frankreich         | 2:06:57 h |
| 25              | Gao Hongying        | China              | 2:09:08 h |
| 26              | Silvia Rovira       | Spanien            | 2:09:17 h |
| 27              | Nadeschda Paschkowa | Russland           | 2:16:36 h |
|                 | Caroline Alexander  | Großbritannien     | DNF       |
| Sandra Ambrosio | Argentinien         | DNF                |           |

## Weblink
- Ergebnisse